# São Patrício
São Patrício este un oraș în Goiás (GO), Brazilia.